# Simonyifalva
Simonyifalva (románul Satu Nou) falu Romániában, a Partiumban, Arad megyében.

## Fekvése
Tőzmiskétől keletre, a Fekete-Körös bal partján, Vadász és Apáti közt fekvő település.

## Nevének eredete
Nevét vitézvári báró Simonyi József (1777–1837) huszárezredesről (Simonyi óbester) kapta. 2004. augusztus 15-én emléktáblát avattak a falu névadója tiszteletére.

## Története
Régészeti és okleveles források szerint a térség több ezer éve lakott. Az emberi jelenlét kimutatható már a kései csiszolt kőkorszaktól kezdődően. Az első írásos említés 1177-ből származik: III. Béla adománylevelében szerepel, melyben az aradi káptalannak adományoz területeket.
A tatárjárás idején, 1241-ben a térséget súlyos pusztítás érte, amelyről Rogerius kanonok írásai is beszámolnak. A 14. században a terület Csekevadászhoz tartozott. 1332-ben Vadászon már plébánia működött, 1363-ban pedig a Becsey család birtoka volt. 1446-tól a terület Hunyadi János birtokába került, majd 1510-ben Korvin János halála után özvegye, Frangepán Beatrix révén Brandenburgi Györgyhöz került. A mohácsi vész (1526) után 1551-ig a Zápolya-család uralta a vidéket. 1552-től a török fennhatóság is kiterjeszkedett a térségre, amelyet a tizenötéves háború után az erdélyi fejedelemség vett felügyelete alá. Egy rövid ideig Mihai Viteazul is behódoltatta. A 17. században a falu kettős adózás alatt állt, mind a töröknek, mind az erdélyi fejedelemnek fizettek adót. Ekkoriban már dézsmajegyzékek is fennmaradtak, melyek alapján képet kaphatunk a korabeli lakosság helyzetéről.
1687-től Habsburg-uralom alá került a terület, és az arad-mutinai uradalom részeként a császári kamarának fizetett adót. Az ebből a korból fennmaradt urbáriumok népességi és birtokviszonyi adatokat is tartalmaznak. A 18. század végén, a napóleoni háborúk alatt eladósodott kincstár 1799 és 1815 között áruba bocsátotta az Arad megyei birtokokat, ezzel kezdődött meg a település újkori története. 1819-ben a legendás Simonyi óbester vásárolta meg a birtokot Bélzerinddel együtt. Habár maga az óbester kevés figyelmet fordított a birtokra, családja megszervezte a majorságot, elkülönítették a jobbágyföldeket, és községi, illetve uradalmi legelőket alakítottak ki.
Az 1848-as forradalom törvényei szentesítették az új birtokjogi állapotokat. Az 1853-as császári pátens elismerte a jobbágyfelszabadítást, megerősítette a földtulajdont, és a Simonyi család polgári tulajdonjogú birtokossá vált. A 19. század végére a gazdasági modernizációhoz tőkehiány jelentkezett. Simonyi Lajos báró, a falu alapítója, úgy döntött, hogy birtokát parcellákra bontva adja el. A földterületeket ügynökök közreműködésével hirdette meg, és telepeseket toborzott – az akció teljesen magánjellegű volt, állami támogatás nélkül.
1882-ben érkeztek meg az első telepesek, akikhez 1884-ben és 1890-ben újabb hullámok csatlakoztak. A betelepülők mintegy 70%-a magyar, 23%-a német, 7%-a szlovák volt, de éltek köztük szerbek, zsidók és bolgárok is. A telepesek főként Békés megyéből, a Kunságból, Pest megyéből, a Bánságból és Arad környékéről érkeztek, néhány német család pedig Németországból. A faluban tanyasorok és tanyasi iskolák alakultak ki. A telepeseknek nehéz körülmények között kellett boldogulniuk: sokan nélkülözték a mezőgazdasági gépeket, jószágokat, és gyakran egyetlen rossz termés is az egzisztenciájukat fenyegette.
A telepesek közösségi életét a falu fejlődése kísérte: 1885-ben önkéntes tűzoltóegyesület alakult, 1888-tól pedig önálló jegyzőséggel rendelkeztek. Az Országos Földhitelintézet 1893-ban könnyítéseket vezetett be, majd 1899-ben megalakult a Simonyifalvi Hitelszövetkezet. A századfordulóra a település konszolidálódott, a lakók rendszeresen törlesztették a jelzálogkölcsönt. 1906-ban jelentős gazdasági fellendülést hozott a Gyula és Simonyifalva között létesített 42 km-es kisvasút, amely hét települést és több uradalmat kapcsolt össze.
Az első világháború végén, 1918 novemberében a frontról hazatérő katonák és a helyi szocialisták forradalmi megmozdulást szerveztek. A hatóságok elmenekültek, a helyi malmot és jegyzőséget kifosztották. Az 1920-as trianoni döntés után a fejlődés hosszú időre megállt, a földreform következtében sok kisgazda földjét kénytelen volt eladni, eszközök és támogatás híján. A település hivatalos neve 1922-től Șimonești, majd 1938-tól Satu Nou lett.
A második világháború során Simonyifalvát súlyos veszteségek érték. A férfiakat besorozták, az állatállományt és a terményt elvitték. A német csapatok visszavonulása és a román csapatok érkezése további fosztogatásokhoz vezetett. 1945 januárjában a szovjet katonák, román segítséggel, a német vagy vegyes származású lakosságot elhurcolták munkatáborokba. Sokan soha nem tértek haza, másokat földönfutóvá tett a háború.
A háború utáni földreform és államosítás során a gazdagabb gazdák földjeit, mezőgazdasági gépeit elkobozták. 1949-ben államosították az üzleteket, kocsmákat és műhelyeket is. Az 1950-es közigazgatási reform során a falu elveszítette önállóságát, majd az évtized végén visszanyerte. A kollektivizálás 1955-től vette kezdetét, az embereket fokozatosan kényszerítették a kolhozba való belépésre. Megalapult a József Attila Termelőszövetkezet, amely átvette a közösségi intézmények és üzletek működtetését is.
Az 1960-as évektől a tanyaközpontokat felszámolták, egyre többen költöztek a faluba. 1966-ban bevezették a villanyvilágítást, 1981-től a kolhoz-pékség is működni kezdett. A falurombolás éveiben, az 1980-as években Simonyifalva is célkeresztbe került, ám végül megmenekült.
1989 után, a diktatúra bukását követően a lakosok visszakapták földjeiket és egyes elkobzott javakat. A magángazdaságok és vállalkozások fejlődésnek indultak, a falusi közösség gazdasági és társadalmi élete új lendületet kapott. Sokan külföldön vállaltak munkát, közülük többen végleg kivándoroltak. Simonyifalva ma is őrzi történelmi örökségét és a telepes múlt emlékeit.

## Demográfia
Simonyifalva népességének története szorosan összefügg a település gazdasági fejlődésével, történelmi fordulópontjaival, valamint az etnikai sokszínűséget alakító migrációs folyamatokkal. A 19. század végi alapítás óta a falu lakossága jelentős változásokon ment keresztül, mind a népességszám, mind az etnikai összetétel tekintetében.
| Év   | Összlakosság | Román | Magyar | Német | Egyéb                      |
| ---- | ------------ | ----- | ------ | ----- | -------------------------- |
| 1890 | 1 402        | 28    | 857    | 487   | 30                         |
| 1900 | 1 944        | 17    | 1 477  | 422   | 28                         |
| 1910 | 2 484        | 30    | 2 276  | 162   | 16                         |
| 1930 | 2 358        | 39    | 1 919  | 383   | 17                         |
| 1966 | 1 481        | 34    | 1 352  | 92    | 3                          |
| 1977 | 1 166        | 42    | 1 050  | 72    | 2                          |
| 1992 | 898          | 21    | 838    | 36    | 2                          |
| 2002 | 857          | 54    | 783    | 15    | 5                          |
| 2011 | 834          | 62    | 753    | 4     | – (14 fő nem nyilatkozott) |

## Gazdaság
Az 1882-es telepítést követően Simonyifalva lakossága elsősorban földműveléssel és ipari növények – dohány, cukorrépa, cirok – termesztésével foglalkozott. Az itt élők emellett fejlett háziipart is űztek: a szövés-fonás mindennapi megélhetési forrást jelentett számos család számára.
A helyi adottságok miatt az uradalom gazdasági alapját az állattartás képezte, különösen a szarvasmarha- és juhtenyésztés. Ez a szerkezet biztosította a község önellátó, mezőgazdasági jellegét.
A dualizmus korában Simonyifalva kisipari élete is fellendült: több mint száz kisiparos dolgozott a faluban, köztük kőművesek, ácsok, kovácsok, asztalosok, cipészek, órásmesterek, szabók és varrónők. Ez a szakmai sokszínűség megalapozta a helyi gazdasági önállóságot.
Az iparosodás első jelei 1910-ben jelentkeztek:
- megépült egy kétemeletes gőzmalom,
- elindult a cementöntöde és a cserépgyár.

A kiváló minőségű termőföld, az összefogás és a szorgalmas munka Simonyifalvát a környék egyik legfejlettebb községévé emelte. Ezt igazolja az is, hogy a simonyifalvi gazdakör 1914-ben már 109 taggal rendelkezett az Aradvármegyei Gazdasági Egyesület nyilvántartása szerint.
A második világháborút követően a román kommunista állam kollektivizálta a magántulajdonú földeket és állatállományt. A faluszélen nagy istállókat építettek, ahol lovakat, teheneket, borjakat, disznókat, valamint egy csirke-neveldében baromfit tartottak.
1981-ben egy újabb fontos lépés történt a helyi iparfejlesztésben: megalapították a tésztagyárat, amely több évtizeden át működött és helyi munkahelyeket biztosított.
A szocialista időszak után a mezőgazdasági nagyüzemek felbomlottak, és a falu gazdasága jelentősen átalakult. A 2020-as években a gazdasági prioritások megváltoztak:
- Első helyre a szállítás és a kereskedelem került,
- ezt csak másodikként követi a mezőgazdaság,
- a vendéglátás csak csekély szerepet játszik a helyi gazdaságban.

A munkanélküliség továbbra is jelen van, ám sok simonyifalvi lakos ingázik a közeli ipari központokba: Kisjenő és Nadab váltak a helyiek elsődleges munkaadóivá.

## Oktatás

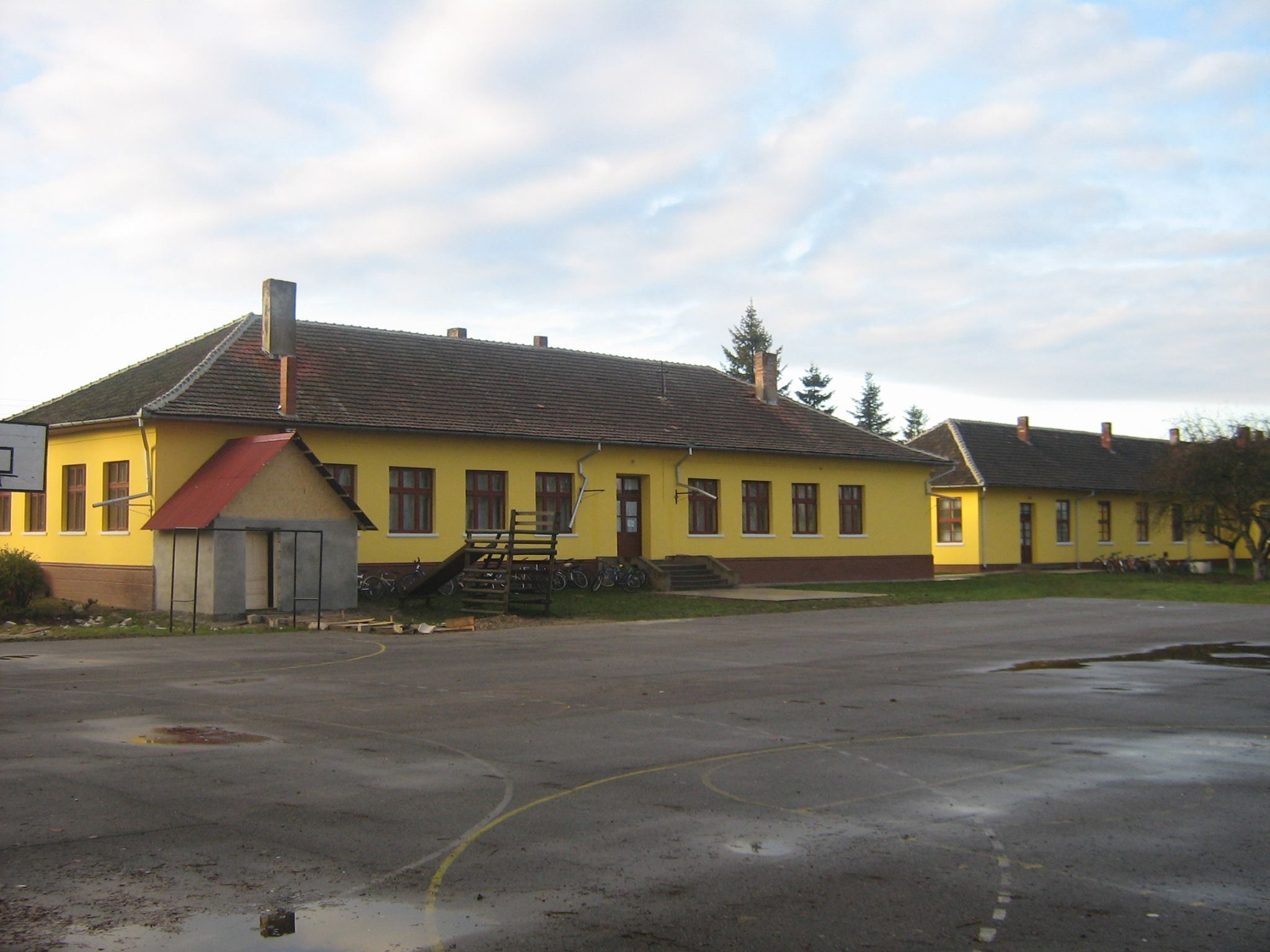
Simonyi Imre Általános Iskola 2015-ben

Simonyifalván az oktatás kezdetei egybeesnek a település alapításának idejével. Mivel a falu első éveiben nem volt sem iskola, sem tanító, a gyermekeket a Heimann-porta udvarán kialakított kis helyiségben tanították írni, olvasni és számolni. Már ekkor megmutatkozott a közösség oktatás iránti elkötelezettsége. 1885-ben a templom melletti telken megépült a Katolikus Kör és két iskolaépület, s ugyanebben az évben kezdett el működni az első óvoda jellegű intézmény is. Az iskola ekkor még a katolikus egyház felügyelete alatt működött, de pénzhiány miatt 1894-ben hatosztályos állami iskola lett.
A hat elemi osztályt csak kevesen jártak ki teljesen, mivel sok gyermeket már korán munkába fogtak. A gyermekmunka miatt főként a harmadik osztálytól kezdve jelentős volt a lemorzsolódás, így általában csak a négy elemi osztály elvégzése volt jellemző. 1910-ben a 2484 lakosból 1513-an tudtak írni-olvasni. Az iskolaköteles gyermekek száma 450 volt, közülük 329-en jártak iskolába. Az írástudatlanság inkább az idősebb nemzedékre volt jellemző, és 1930-ra gyakorlatilag megszűnt.
1912-ben az iskolában bevezették az ismétlő osztályokat is. Itt a fiúk kosárfonással, seprű- és kefekötéssel, faültetéssel, gyümölcsfák oltásával és szőlőtelepítéssel foglalkoztak, míg a lányok fonást, szövést, főzést és sütést tanultak. Ezáltal az oktatás már nemcsak elméleti, hanem gyakorlati ismereteket is közvetített, és felkészítette a gyermekeket az életre. A gazdasági világválság hatására 1929-ben mindössze 60 gyermek járt iskolába.
A második világháború után, 1945-ben ismét magyar lett az oktatás nyelve. 1946-ban a Horn-házban megnyílt a magyar óvoda, egy évvel később pedig a tanyasi iskola is megkezdte működését. 1948-ban tanügyi reform keretében az iskola hétosztályossá vált. 1958-ban lebontották a régi vályogépületeket, és új iskolaépületet emeltek, amely a mai napig is használatban van. Ebben az épületben az 5–8. osztályosok tanulnak, az alsóbb osztályok pedig külön épületbe kerültek. Ebben az évben lett Héjja Emma tanárnő az iskola igazgatója, akinek emlékét bronzplakett őrzi az iskola előterének falán.
1960-ban megnyílt a napköziotthon, ahol a gyermekeket minden nap friss ebéddel és uzsonnával látták el. 1969-ben beindult a IX. és a X. osztály is, de ezek nem működtek sokáig. 1973-ban új iskolaépület épült, amely az elemi osztályokat, valamint egy tornatermet, fizika-kémia laboratóriumot, térképtermet, archívumot és egy kis múzeumot is magába foglalt. A múzeumot a korábbi kolhozirodából költöztették át.
1983-ban Hévízi Ottília magyartanárnő lett az iskola igazgatója. Az ő emlékét domborműves tábla idézi. 1986-tól megkezdődött az iskola elrománosítása, és 1989 őszére már csak néhány tantárgy – mint a magyar, matematika, fizika és testnevelés – maradt magyar nyelvű. A rendszerváltás után, 1990-ben általános megújulás indult el, visszaállították az anyanyelvű oktatás jogát és megerősítették a közösségi szellemet.
2004-ben az iskolát Simonyi Imre költőről nevezték el, mellszobrát a tanári szoba mellett helyezték el. 2009-ben sportcsarnok épült, amely korszerű feltételeket teremtett a testnevelés és közösségi rendezvények számára.
| Intézmény neve | Simonyi Imre Általános Iskola |
| Cím            | Főutca 1.                     |
| Telefonszám    | 0257-354514                   |
| E-mail         | scoala_satunou@yahoo.com      |
| Igazgató       | Péter Dalma                   |
| Oktatási nyelv | Magyar                        |

A Simonyi Imre Általános Iskolában jelenleg 21 gyermek jár magyar tannyelvű óvodába, míg az elemi osztályokban 34 tanuló folytatja tanulmányait. Az általános iskolai (V–VIII. osztályos) tanulók száma 41 fő. Az intézményhez tartozik a Vadászi Elemi Iskola is, ahol 15 gyermek jár óvodába, és 17 tanuló az elemi osztályba.

## Kulturális élet
A falu életében mindig is fontos szerepet játszott a kultúra. A régi időkben a lányok és asszonyok gyakran gyűltek össze fonni, szőni és kézimunkázni. Régebben is, ma is rendszeresen szerveznek kulturális rendezvényeket, amelyek közösségépítő erejűek.
Az új kultúrotthon 1964-ben épült a helyiek összefogásával, és ma Simonyi Imre Művelődési Ház néven működik, amely a falu kulturális életének központja. Az épület nevében is hordozza küldetését: a szív és a lélek otthona kíván lenni.
2001 óta minden évben megrendezik a Regionális Simonyi Napokat, amelyek a falu legfontosabb kulturális eseményévé váltak. A rendezvény 2002-ben hozta újra életre a Simonyi Társaságot. Az egyesület elnökévé dr. Hevesi József körzeti orvost, alelnökévé Haász Tibor polgármestert, titkárává pedig Szívós Lászlót választották. A társaság tiszteletbeli elnöke Böszörményi Zoltán lett, aki az Arad megyei magyar közéletben végzett munkájáért ismert. A Simonyi-díj megalapításához 1000 dolláros adománnyal járult hozzá.
2000-ben Nagyzerinden megalakult a (nem hivatalosan bejegyzett) Körös-vidéki Egyesület, amely a környék magyarságát kívánta összefogni. Ennek is fontos szerepe volt a Simonyi Napok szervezésében.
A Simonyi Napokat minden év augusztusában tartják, többnapos rendezvénysorozatként. Minden alkalomra jut valamilyen különleges esemény: irodalmi pályázat, huszárparádé, fotókiállítás stb. A rendezvény eredetileg falutalálkozónak indult.
2007 óta megrendezik a Simonyi Imre Szavalóversenyt, amelyre a környék magyarlakta településeiről és az anyaországból is érkeznek tehetséges diákok.
A Leveles néptánccsoport 1999-ben alakult meg Szívós László vezetésével, fiatal házaspárok részvételével. Eleinte saját szórakozásukra táncoltak, később azonban igény mutatkozott néptáncoktatókra is, akik Gyuláról és Elekről érkeztek. Ma is aktívan működik a csoport, Haász Endre vezetésével. A régi tagok helyét fokozatosan a fiatalabb generáció veszi át: a Pitypang gyermektáncegyüttes már működik, mint a Leveles utódja.
A falunak egykor színjátszóköre is volt, mely több darabot is bemutatott, például A sárga csikó, Piros bugyelláris, Liliomfi, Gyurkovics lányok, Dollár papa és Titanic keringő.
A Simonyi Napok keretében minden évben kiállítást is szerveznek. Ezeken többek között Brittich Erzsébet munkáit és az apateleki művészeti tábor gyermekrajzait is bemutatták. Gyakoriak az emlékkiállítások is.
A közösségi élet szempontjából kiemelkedők a rendszeresen megtartott farsangi, szüreti és szilveszteri bálok, valamint az óvodások és iskolások év végi műsorai. Ugyanilyen fontos szerepet töltenek be a nyugdíjas találkozók is.
A Simonyiak Háza 2003-ban nyílt meg, egyik szobája Simonyi Imre, másik pedig Simonyi óbester emlékét őrzi. Nem múzeumként működik, hanem aktív közösségi térként, amely számos rendezvény helyszíne. Az épület emléktáblát is visel. Simonyi Imre 1920 szeptemberében született Simonyifalván, az Annabring-házban. Születési nevén Szmola Imre volt, ám költőként, Simonyi Imreként vált ismertté és elismertté nemcsak Gyulán és Simonyifalván, hanem a magyarság körében világszerte. 2020-ban, születésének centenáriuma alkalmából Gyulán emlékünnepséget tartottak tiszteletére.
A sportélet is fontos szerepet játszik a közösségben. A második világháború előtt is létezett futballcsapata a falunak. A jelenlegi csapat szép eredményeket ér el a megyei bajnokságokban. 2009 óta modern sportcsarnok is rendelkezésre áll a sportolni vágyók számára.
Simonyifalva a környék egyik kulturális és sportközpontja. Számos eseményt rendeznek a faluban, amelyeken a vendégek mindig meleg fogadtatásban részesülnek – nemcsak a kiváló főztöket, de a művelődési ház meghitt és ünnepélyes hangulatát is elismeréssel említik.

## Híres emberek
- Simonyi Imre (1920–1994) költő
- Matekovics János  (1939. szeptember 3. – 2012. augusztus 26.) újságíró, szerkesztő, műfordító.
- Zsóri Dániel (2000–) Puskás Ferenc-díjas labdarúgó
- Brittich Erzsébet (1953-) képzőművész, festő, faragó